# Europese kampioenschappen shinkyokushin karate 2004 (IKO)
De Europese kampioenschappen shinkyokushin karate 2004 waren door de World Karate Organization (WKO) georganiseerde kampioenschappen voor kyokushinkai karateka's. De vijfde editie van de Europese kampioenschappen vond plaats in het Bulgaarse Plovdiv op 28 mei 2004.

## Resultaten
| Gewichtsklasse | Goud             | Zilver                 | Brons                                |
| -------------- | ---------------- | ---------------------- | ------------------------------------ |
| -70kg          | Dimitar Popov    | Lasha Khachaporidze    | Elnur Salimov Vytautas Viscius       |
| -80kg          | Jacob Groenhof   | Christian Christiansen | Andrei Milevskij Florin Barbanta     |
| -90kg          | Darius Gudauskas | Vladyslav Zhyr         | Dimitar Trampov Sergiy Slynko        |
| +90kg          | Donatas Imbras   | Daniel Torok           | Benno Rasmussen Arturas Mazeliauskas |